# Manfred Müller (Eishockeyspieler)
Manfred „Tiger“ Müller (* 17. Mai 1948 in Füssen) ist ein deutscher Eishockey-Trainer und ehemaliger -Spieler.

## Karriere als Spieler
Müller durchlief seit dem 8. Lebensjahr sämtliche Eishockey-Nachwuchsmannschaften des EV Füssen in seiner Heimatstadt. Im Seniorenbereich debütierte er in der Saison 1968/69 für den Berliner Schlittschuhclub. Hier erreichte er mit dem Gewinn der Deutschen Meisterschaft in der Saison 1972/73 den sportlichen Höhepunkt seiner Karriere.  Im Laufe seiner Spielerkarriere wechselte er nur selten die Vereine. Die meiste Zeit verbrachte er beim EC Bad Nauheim, wo er schließlich heimisch wurde.

## Stationen als Trainer
Im Anschluss an seine Spielerkarriere legte Müller 1990 die Prüfung zum B-Schein ab und übernahm als Interimstrainer die erste Mannschaft des VfL Bad Nauheim. Nachdem auch er den Abstieg nicht verhindern konnte, wechselte der nebenberuflich in den Trainerstand des Bad Nauheimer Nachwuchses.

## Privatleben
Müller ist verheiratet und hat eine Tochter und einen Sohn. Sein Enkelsohn spielt ebenfalls Eishockey. Auch sein Bruder Franz-Xaver war Eishockeyspieler.
Müller lebt in Bad Nauheim. Hauptberuflich war er bis zu seiner Pensionierung als Bankkaufmann tätig. In seiner Freizeit spielt er Golf.